# Rationalisiertes Einheitensystem
Rationalisierte Einheitensysteme sind Einheitensysteme, in denen Faktoren von {\displaystyle 4\pi \cdot r^{2}} im Nenner der Kraftgleichungen auftreten. Dies wird möglich, indem die Kopplungskonstanten der entsprechenden Kraft in den Einheitensystemen unterschiedlich definiert werden. Den Faktor in die Kraftgleichungen aufzunehmen zeugt von der Tatsache, dass sich eine Kraft umgekehrt proportional zu einer Kugeloberfläche verhält.

## Kraftgleichungen
Das Internationale Einheitensystem ist ein rationalisiertes Einheitensystem für die Elektrodynamik. Die Kraftgleichung für zwei Ladungen {\displaystyle q,Q} (Coulombsches Gesetz) lautet in ihm:
{\displaystyle F={\frac {1}{4\pi \cdot \varepsilon _{0}}}\cdot {\frac {q\cdot Q}{r^{2}}}}
mit der elektrischen Feldkonstante {\displaystyle \varepsilon _{0}}.
Das Gaußsche Einheitensystem ist nicht rationalisiert, wohl aber das Heaviside-Lorentz-Einheitensystem, eine rationalisierte Weiterentwicklung des Gaußschen Einheitensystems. Im HLE lautet das Coulombsche Gesetz:
{\displaystyle F={\frac {1}{4\pi }}\cdot {\frac {q\cdot Q}{r^{2}}}}
Die Kraftgleichung für zwei Massen {\displaystyle m,M} (Newtonsches Gravitationsgesetz) wird in der klassischen Mechanik formuliert als
{\displaystyle F=G\cdot {\frac {m\cdot M}{r^{2}}}}
mit der Gravitationskonstante {\displaystyle G}. Für eine rationalisierte Formulierung müsste eine andere Gravitationskonstante definiert werden, die um den Faktor {\displaystyle 4\pi } größer ist.

## Auswirkung
Eine Eigenschaft von rationalisierten Einheitensystemen in der Elektrodynamik ist, dass in den Maxwell-Gleichungen die {\displaystyle 4\pi }-Faktoren wegfallen (siehe hier).
Für eine rationalisierte Formulierung der Gravitation vereinfachen sich die Einsteinschen Feldgleichungen insofern, als der Faktor {\displaystyle 8\pi } zum Faktor {\displaystyle 2} wird.

## Geschichte
Für Oliver Heaviside war das damals in der Teilchenphysik gebräuchliche gaußsche Einheitensystem irrational, und er kämpfte für die Durchsetzung eines rationalisierten Einheitensystems.

## Ausführungen
- Internationales Einheitensystem (Elektrodynamik)
- Heaviside-Lorentz-Einheitensystem (Elektrodynamik)
- Rationalisierte Planck-Einheiten (Elektrodynamik und Gravitation)